# Myotis pilosatibialis
Myotis pilosatibialis — вид рукокрилих ссавців з родини лиликових.

## Таксономічна примітка
Таксон відокремлено від M. keaysi.

## Поширення
Країни проживання: Мексика, Гватемала, Беліз, Сальвадор, Гондурас, Нікарагуа, Коста-Рика, Панама, Колумбія, Венесуела, Тринідад і Тобаго.